# У (паровоз)
Паровоз У (Уральський) — пасажирський паровоз типа 2-3-0, випускався в Російській імперії з 1906 по 1912 рік. Виготовлявся на Путіловському заводі , для Рязано-Уральської, Миколаївської, Південно-Західної, Привісленської та Ташкентської залізниць.

## Історія
У 1901 році Рязано-Уральська залізниця замовила проєкт нового, більш потужного паровоза. Завдання на проєктування складав інженер Делакроа. Проєкти розроблялися Путіловским, Харківським, і Брянським заводами. Інженерна рада МШС у липні 1903 року затвердила проєкт, виконаний Путиловским заводом під керівництвом інженера В. М. Гололобова.
Перший паровоз було побудовано наприкінці 1906 року. У березні 1907 року паровоз було відправлено до Рязано-Уральської дороги, де він отримав найменування П1.
У 1911 році в конструкцію паровоза були внесені зміни: посилений котел, поставлений пароперегрівач, збільшений діаметр малих циліндрів. Паровози з цими змінами отримали серію Уу.
У 1912 році за завданням Рязано-Уральської і Московсько-Віндаво-Рибінської залізниць Путіловський і Харківський завод внесли зміни в проєкт паровоза, але цей проєкт не був реалізований і паровози серії Уу до доріг не дійшли.
За всі роки було побудовано 62 паровози серій У  та Уу.

## Конструкція паровоза
Паровоз мав осьову формулу 2-3-0. Котел паровоза мав 244 димогарні труби діаметром 46/51 мм. Діаметр рушійних коліс був 1730 мм, бігункових коліс — 950 мм.  Максимальна швидкість паровоза була дорівнювала 105 км/ч.
Парова машина компаунд мала чотири циліндри. Циліндри високого тиску розташовувалися зовні рами і були пов'язані з середньої рушійною віссю, а циліндри низького тиску розташовувалися всередині рами і приводили в рух першу колінчату вісь. Внутрішні коліна першої рушійної осі розташовувалися протилежно зовнішнім кривошипам, тому ходова машина не вимагала важких противаг. У паровозів був дуже спокійний хід при високих швидкостях (115-117 км/год). Шкідливого впливу на слабку рейкову колію виявлено не було.
У паровозів серій У і Уу Рязано-Уральської залізниці були напівкруглі тендери з візками Даймонда, призначені для води і нафти (23 т і 8,2 т).
Паровози для Рязано-Уральської залізниці випускалися з гальмами системи «Нью-Йорк», а для решти залізниць з гальмами Вестінгауза.

## Паровоз У-127

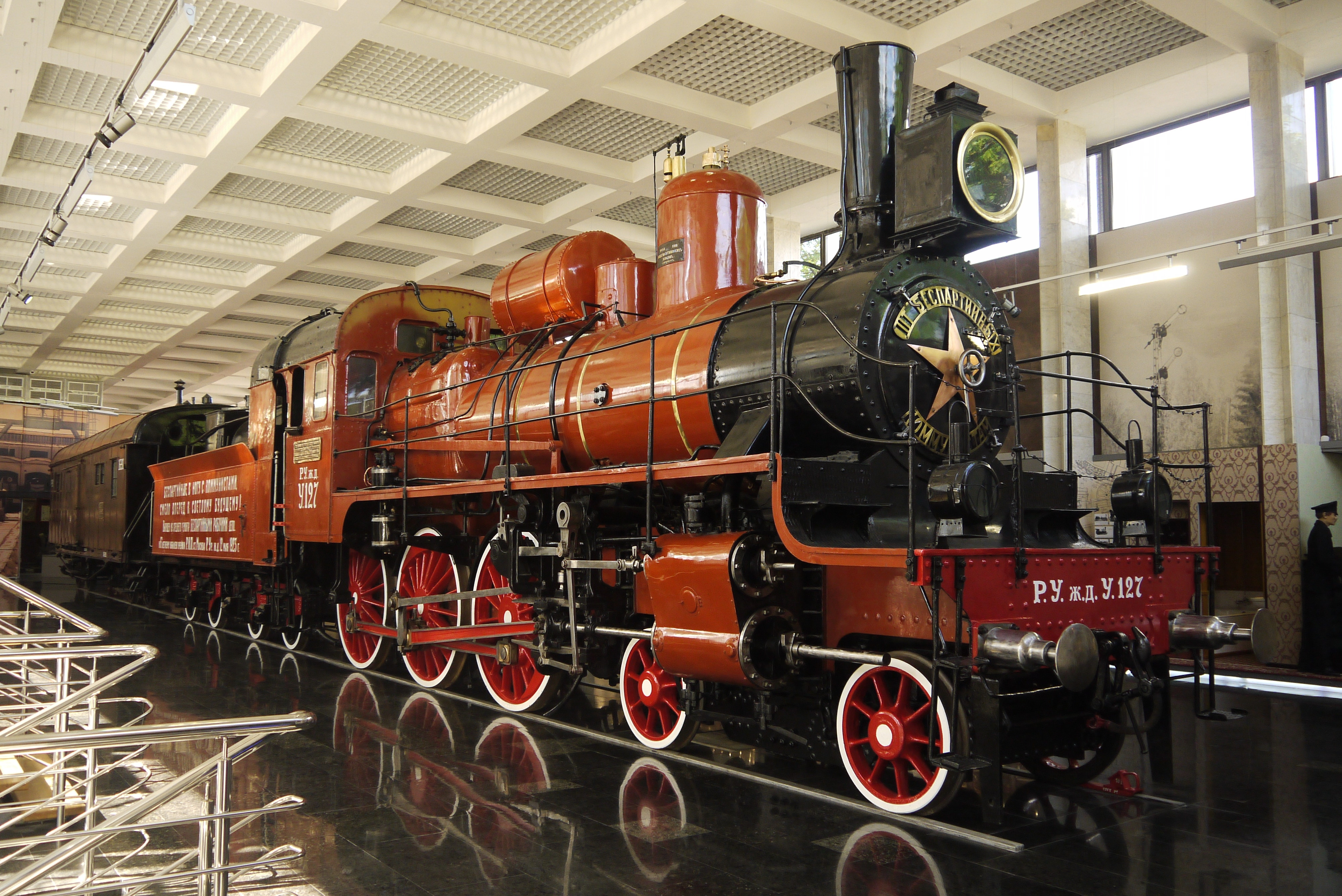
Паровоз У-127 у павільйоні «Траурний поїзд» (Москва, Російська Федерація)

Єдиний збережений паровоз серії У — паровоз У-127 — був побудований на Путіловському заводі в 1910 році для Ташкентської залізниці, заводський номер 1960. Під час громадянської війни на теренах колишньої Російської імперії, паровоз працював на прифронтових дільницях під Актюбинськом, Оренбургом та Мертвими Солями, де отримав серйозні пошкодження. Після цього він був доставлений до Москви. У травні 1923 року паровоз був відновлений на суботнику в депо Москва Рязано-Уральської залізниці. Тоді ж він був пофарбований в червоний колір, і на бортах його тендеру з'явилися революційні гасла. Почесним машиністом паровоза робітники депо обрали В. І. Леніна, а почесним помічником машиніста Р. С. Землячку.
23 січня 1924 року паровоз У-127 провів траурний поїзд з тілом Леніна від платформи Герасимовська до Павелецького вокзалу. Після цього він водив пасажирські поїзди на Павелецькому напрямку ще тринадцять років. Паровоз був знятий з експлуатації у 1937 році, тоді ж було прийнято рішення зберегти його. Після цього У-127 пройшов капітальний ремонт і був ретельно відреставрований. На початку радянсько німецької війни 1941-45 років паровоз був евакуйований до Ульяновську. У жовтні 1945 року паровоз повернувся до Москви. У 1948 році, поруч з Павелецьким вокзалом був побудований спеціальний павільйон «Траурний поїзд» — філія Центрального музею В. І. Леніна. В ньому були встановлені паровоз У-127 разом з вагоном номер 1691, в якому везли тіло небіжчика.